# Biddenden
Biddenden est un village et une paroisse civile situé dans le borough d'Ashford dans le comté du Kent. En 2011, sa population était de 2 574 habitants.